# Бонифасио, Хорхе
Хорхе Луис Бонифасио (исп. Jorge Luis Bonifacio, 4 июня 1993, Санто-Доминго) — доминиканский бейсболист, аутфилдер.

## Карьера
Хорхе, младший брат бывшего игрока Главной лиги бейсбола Эмилио Бонифасио, в 2009 году подписал контракт с «Канзас-Сити Роялс» в статусе международного свободного агента. В первой части сезона 2012 года он выступал за «Кейн Каунти Кугарс» в Лиге Среднего Запада, получив приглашение на Матч всех звёзд. Сезон 2013 года он провёл в «Уилмингтон Блу Рокс» и «Нортвест Арканзас Нэйчуралс» в лигах Каролины и Техаса, отбивая с показателем 29,8 %. Следующие два года сложились для него не очень удачно, так как Хорхе не сумел пробиться выше уровня AA-лиги, несмотря на приглашение на весенние сборы «Роялс» весной 2014 года. 2016 год Бонифасио провёл в AAA-лиге в составе «Омаха Сторм Чейзерс» и в июне получил приглашение на Матч всех звёзд будущего.
Двадцать первого апреля 2017 года Хорхе впервые получил вызов в основной состав «Роялс» и дебютировал в МЛБ. Всего в чемпионате он сыграл за «Роялс» в 113 играх, отбивая с показателем 25,5 % и заработав 40 RBI. Аналитик сайта kingsofkauffman.com Джордан Фут отмечал уверенный сезон новичка и прогнозировал увеличение игрового времени Бонифасио и место в основном составе команды в правом аутфилде.
Десятого марта 2018 года Бонифасио был дисквалифицирован на 80 матчей после положительной пробы на болденон.
В 2019 году Хорхе сыграл всего в пяти матчах за Роялс. Большую часть сезона он провёл в ААА-лиге в составе «Омахи Сторм Чейзерс», испытывая проблемы с игрой на бите. В межсезонье Бонифасио играл в Зимней лиге в Доминиканской Республике, где отбивал с показателем 34,3 %. После удачного выступления он подписал контракт младшей лиги с «Детройтом» и получил приглашение на сборы основного состава команды. В основном составе «Тайгерс» он впервые сыграл 19 августа 2020 года, заменив травмированного Харольда Кастро.